# 維德岩
70°23′S 162°2′E / 70.383°S 162.033°E
維德岩是南極洲的岩石，位於維多利亞地的彭內爾海岸，處於貝洛利科夫山西北面11公里，流經雷尼克冰川和甘努茲冰川之間，美國地質調查局根據測量和該國海軍的空中照片繪入地圖。